# Emil Brandt (Schauspieler)
Emil Brandt (* 23. September 1867 in Berlin; † nach 1909) war ein deutscher Theaterschauspieler.

## Leben und Wirken
Nach dem Schulbesuch nahm er eine Schauspielausbildung bei Heinrich von Oberländer auf. Als Naturbursche und Bonvivant spielte er u. a. an den Theatern in Gera, Dresden und Hannover. 1909 gab er auch Klavierabende in Berlin.